# Scotinotylus sanctus
Scotinotylus sanctus là một loài nhện trong họ Linyphiidae.
Loài này thuộc chi Scotinotylus. Scotinotylus sanctus được miêu tả năm 1929 bởi Crosby.